# Kellie Pickler

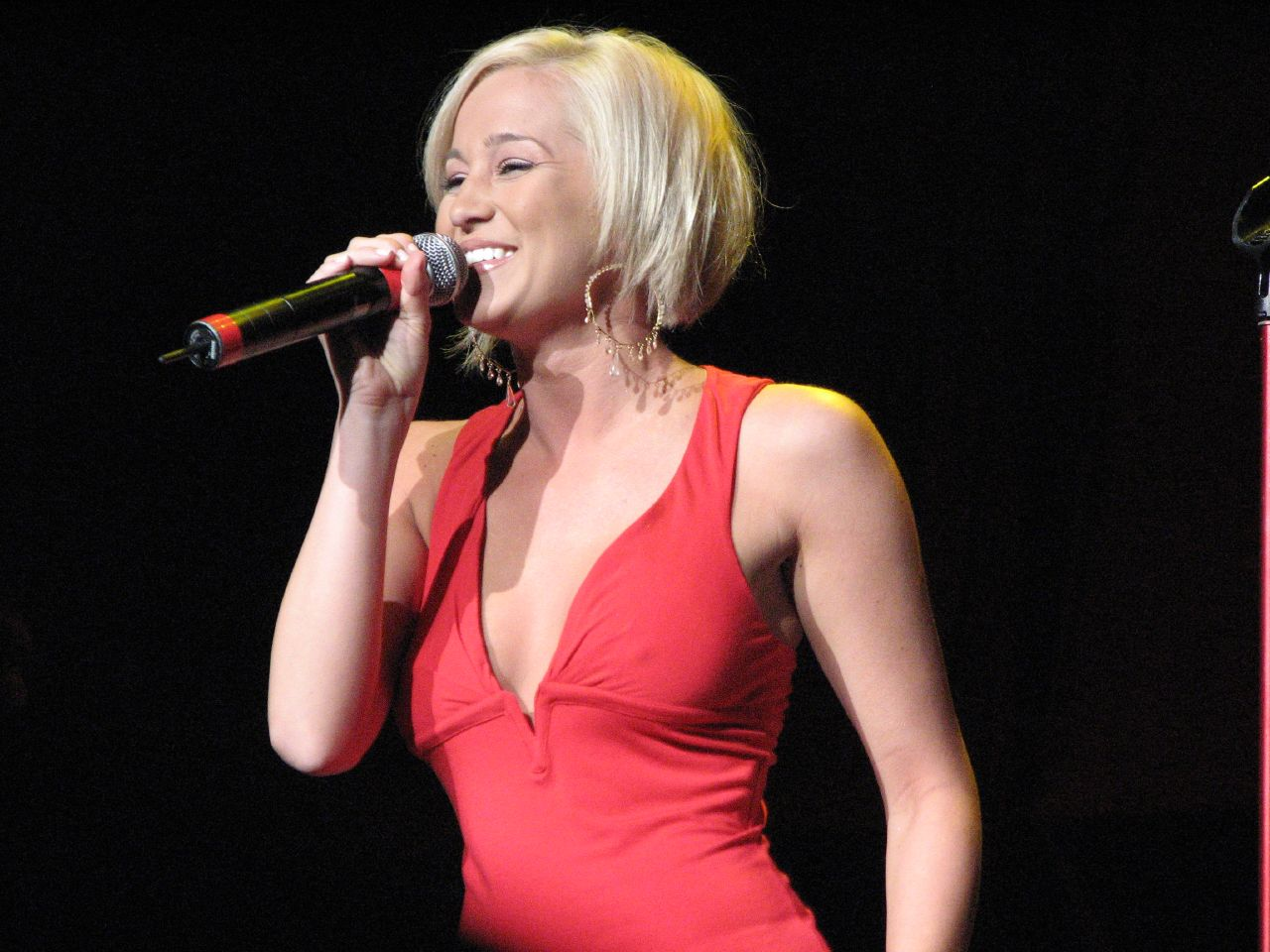
Pickler bei einem Konzert 2007

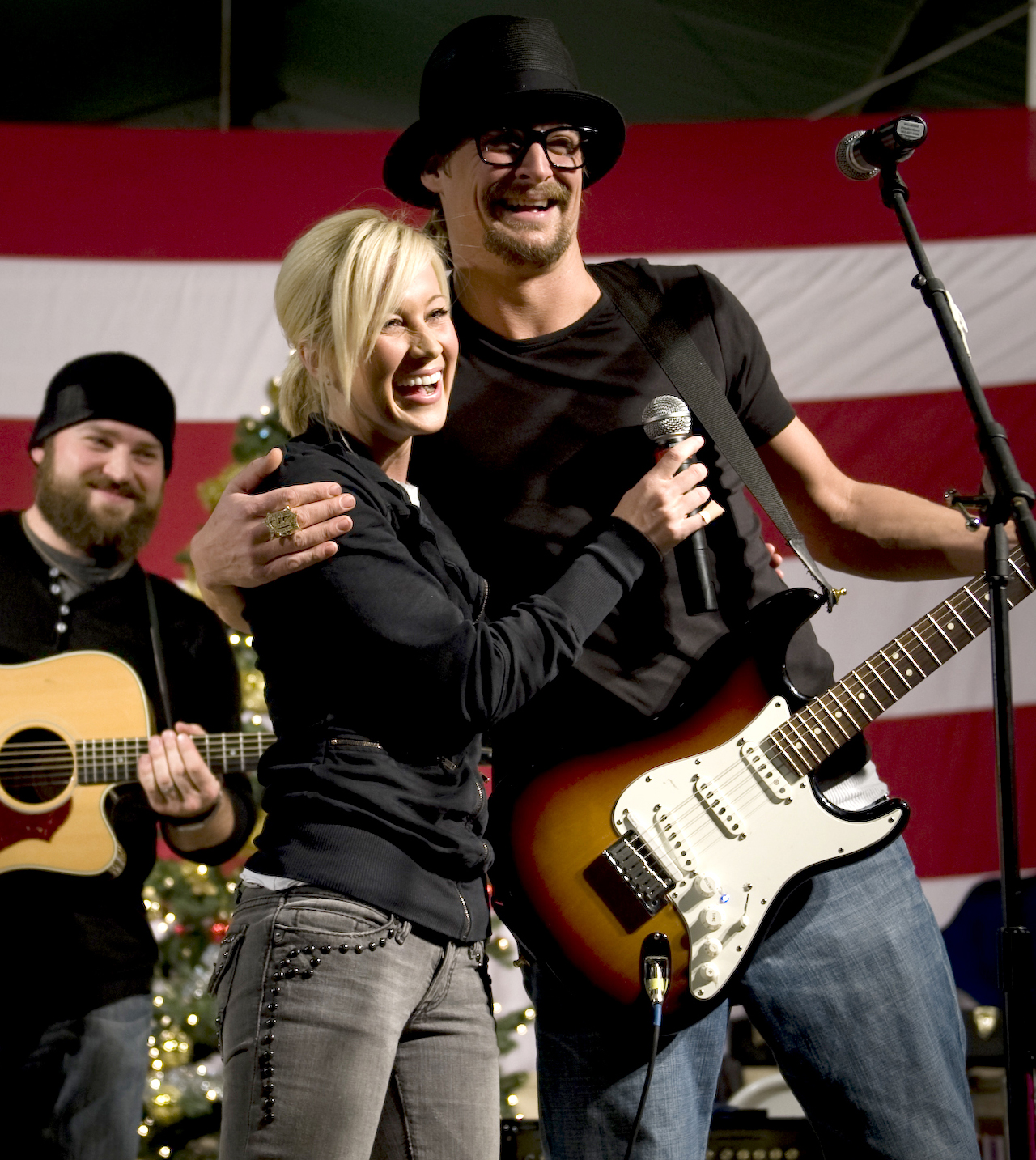
Pickler 2008 mit Kid Rock (rechts)

Kellie Dawn Pickler (* 28. Juni 1986 in Albemarle, North Carolina) ist eine US-amerikanische Pop- und Country-Sängerin.

## Leben
Picklers Eltern sind Cynthia Morton und Clyde „Bo“ Pickler Jr. Die Mutter war 18 Jahre alt, als Kellie geboren wurde; als sie zwei Jahre alt war, verzichtete ihre Mutter auf das Sorgerecht und gab es an den Vater ab. Pickler wuchs in Palestine auf, einem kleinen Dorf in der Nähe ihres Geburtsorts Albemarle. Sie lebte dort zusammen mit ihren Großeltern. Nach dem Tod der Großmutter blieb sie zusammen mit ihrem jüngeren Bruder Eric bei ihrem Großvater in North Carolina. Kellie besuchte die North Stanly High School in New London, an der sie 2004 ihren Abschluss machte. Während ihrer Schulzeit war sie Cheerleader und Tänzerin.
Mit 19 Jahren bewarb sich Pickler in Greensboro für die fünfte Staffel von American Idol, bei der schlussendlich den sechsten Platz erreichte. Sie war der Liebling von Hauptjuror Simon Cowell, der ihr bei einem Auftritt attestierte sie sogar gegenüber der Vorjahresgewinnerin Carrie Underwood vorzuziehen. Pickler erhielt einen Plattenvertrag bei BNA und veröffentlichte dort bis 2012 drei Studioalben, die alle die Top 10 der US-amerikanischen Pop-Charts erreichten und auch sehr hoch in der Country-Hitliste platziert waren.
Mit Red High Heels gelang Pickler 2006 der erste Hit in den US-Pop- und Country-Charts. Weitere Hits waren I Wonder, Things That Never Cross a Man’s Mind (2007), Don’t You Know You’re Beautiful (2008) und Didn’t You Know How Much I Loved You (2010). Ihr größter Erfolg war Best Days of Your Life, der sich 2009 in den Top 10 platzieren konnte und mit Platin ausgezeichnet wurde. Nachdem das Album 100 Proof trotz hoher Chartplatzierungen nicht mehr an die vorherigen Erfolge anknüpfen konnte, wechselte Pickler von BNA zu Black River Entertainment, wo 2013 The Woman I Am erschien. Auch dieses Album platzierte sich zunächst gut, allerdings hatten die ausgekoppelten Singles kaum Erfolg. Seit 2013 sind Pickler keine Hits mehr gelungen. 2016 verließ sie Black River.
Neben ihrer Gesangskarriere war Pickler auch oft im Fernsehen zu sehen. So gewann sie im Mai 2013 zusammen mit Derek Hough die 16. Staffel der Tanzshow Dancing with the Stars. Im Verlauf der Staffel erhielt das Paar viermal die Höchstpunktzahl. Von November 2015 bis Oktober 2017 folgten drei Staffeln der Reality-Show I Love Kellie Pickler auf dem Country-Musiksender CMT. Im September 2017 feierte die Talkshow Pickler & Ben beim Teleshoppingkanal HSN Premiere. Pickler ist hier als Moderatorin neben Ben Aaron zu sehen.
Ab dem 1. Januar 2011 war Pickler mit dem Country-Musiker Kyle Jacobs verheiratet. Am 17. Februar 2023 nahm sich Jacobs im gemeinsamen Haus in Nashville, Tennessee, im Alter von 49 Jahren das Leben.
2016 wurde sie in die North Carolina Music Hall of Fame aufgenommen.

## Diskografie

### Alben
| Jahr | Titel           | Höchstplatzierung, Gesamtwochen, AuszeichnungChartplatzierungen (Jahr, Titel, Platzierungen, Wochen, Auszeichnungen, Anmerkungen) | Höchstplatzierung, Gesamtwochen, AuszeichnungChartplatzierungen (Jahr, Titel, Platzierungen, Wochen, Auszeichnungen, Anmerkungen) | Anmerkungen |
| Jahr | Titel           | US | Country | Anmerkungen |
| ---- | --------------- | --- | --- | ----------- |
| 2006 | Small Town Girl | US9 Gold · (54 Wo.)US | Country1 (78 Wo.)Country |             |
| 2008 | Kellie Pickler  | US9 (48 Wo.)US | Country1 (100 Wo.)Country |             |
| 2012 | 100 Proof       | US7 (5 Wo.)US | Country2 (20 Wo.)Country |             |
| 2013 | The Woman I Am  | US19 (3 Wo.)US | Country4 (10 Wo.)Country |             |

### Kompilationen
- 2014: Playlist: The Very Best of Kellie Pickler

### Singles
| Jahr | Titel Album                                          | Höchstplatzierung, Gesamtwochen, AuszeichnungChartplatzierungen (Jahr, Titel, Album, Platzierungen, Wochen, Auszeichnungen, Anmerkungen) | Höchstplatzierung, Gesamtwochen, AuszeichnungChartplatzierungen (Jahr, Titel, Album, Platzierungen, Wochen, Auszeichnungen, Anmerkungen) | Anmerkungen |
| Jahr | Titel Album                                          | US | Country | Anmerkungen |
| --- | ---------------------------------------------------- | --- | --- | ----------- |
| 2006 | Red High Heels Small Town Girl                       | US64 Gold · (11 Wo.)US | Country15 (20 Wo.)Country |             |
| 2007 | I Wonder Small Town Girl                             | US75 (10 Wo.)US | Country14 (27 Wo.)Country |             |
| 2007 | Things That Never Cross a Man’s Mind Small Town Girl | US96 (1 Wo.)US | Country16 (29 Wo.)Country |             |
| 2008 | Don’t You Know You’re Beautiful Kellie Pickler       | — | Country21 (22 Wo.)Country |             |
| 2008 | Best Days of Your Life Kellie Pickler                | US46 Platin · (20 Wo.)US | Country9 (38 Wo.)Country |             |
| 2009 | Didn’t You Know How Much I Loved You Kellie Pickler  | US97 (2 Wo.)US | Country14 (27 Wo.)Country |             |
| 2010 | Makin’ Me Fall in Love Again Kellie Pickler          | — | Country30 (18 Wo.)Country |             |
| 2011 | Tough 100 Proof                                      | — | Country30 (19 Wo.)Country |             |
| 2012 | 100 Proof                                            | — | Country50 (5 Wo.)Country |             |
| 2013 | Little Bit Gypsy The Woman I Am                      | — | Country49 (1 Wo.)Country |             |
| Folgende Lieder erschienen nicht als Single, wurden aber durch das Album zum Download und Streaming bereitgestellt und konnten somit eine Platzierung erlangen: |                                                      | | |             |
| |                                                      | | |             |
| 2007 | Santa Baby Hear Something Country Christmas          | — | Country33 (6 Wo.)Country |             |

Weitere Singles
- 2013: Someone Somewhere Tonight
- 2014: Closer to Nowhere

## Sonstiges
Weltweit Aufsehen erregte Pickler im November 2007, als sie bei der US-amerikanischen TV-Show „Are You Smarter Than a 5th Grader?“ keine Antwort auf die Frage „Budapest ist die Hauptstadt welches europäischen Staates?“ wusste. Sie fragte: „Es mag eine doofe Frage sein, aber ich dachte Europa wäre ein Staat?“, „Spricht man dort nicht Französisch?“. Sie war sich aber nicht sicher, ob Frankreich wirklich ein Staat sei und ob Budapest eventuell dessen Hauptstadt ist. Sie entschied sich daher für den Abschreibe-Joker. Von Budapest und Ungarn hatte sie nie zuvor gehört, aber immerhin von der Türkei: „Hungary? I’ve heard of Turkey!“.